# 116 John Street
El 116 John Street es una torre de oficinas histórica construida en 1931 en la esquina suroeste de John Street y Pearl Street en el Distrito Financiero del Lower Manhattan en la ciudad de Nueva York. 

## Historia y descripción
Fue construido en 1931 y es un edificio de ladrillo y terracota de 35 pisos que consta de una base de tres pisos, un eje de 19 pisos y 12 pisos superiores que retroceden en una serie de escalonamientos. 
Tiene elementos art déco en las entradas empotradas y en el vestíbulo. Construido como un edificio de oficinas especulativo para compañías de seguros, el interior fue rehabilitado en 2013 y algunos pisos se convirtieron en apartamentos.
Fue incluido en el Registro Nacional de Lugares Históricos en 2014.